# أكلب

أكلب: قبيلة عربية ربعية عدنانية، تنزل في بيشة وما جاورها.

## نسب أكلب
أختلف في نسب أكلب على قولين:
- القول الأول وهو قول ابن الكلبي ، القلقشندي ، ابن حزم ، أبو عبيد القاسم بن سلام ، ابن قتيبة ، أبو القاسم السهيلي ، أبو عبيد الله البكري: هم بنو أكلب بن ربيعة بن نزار قد دخلوا في خثعم فقالو اكلب بن ربيعة بن عفرس .[2][3][4][5][6][7]

وهو المتوارث لدى أبناء القبيلة  والنسب الصحيح أو الأصح
- القول الثاني وهو قول الهمداني ، الحازمي:  أكلب بن ربيعة بن عفرس  بن حلف بن خثعم بن أنمار.[9][10]
- وهناك من نقل الخلاف دون أن يذكر رأيه ومنهم: ابن حبيب البغدادي،[11] والأصفهاني.[12]
- وهناك من يقول أن سبب الخلاف هو أن خثعم ذاته هو ابن أنمار بن ربيعة بن نزار.[13][14][15]

### قصائد جاهلية
وقد ذكروا في قصائد جاهلية كثيره منها :
1- الشاعر عامر بن الطفيل العامري الهوازني قائلا:
وقال أيضاً:
2- الشاعر بكر بن النطاح قائلا:
قال رجل من خثعم ينفي أكلب :
فأجابة رجل من أكلب قائلاً:

## مشاهير من أكلب
- الصحابي الجليل والشاعر الجاهلي انس بن مدرك الأكلبي ,سيد خثعم في الجاهلية .[19]
- الشاعر عبد الله بن الدمينة الأكلبي القائل:

- نفيل بن حبيب الاكلبي الذي حارب أبرهه الحبشي
- أسماء بنت أنس بن مدرك الأكلبي زوجة الصحابي الجليل خالد بن الوليد.[20]
- بشر بن ربيعة بن عمرو الأكلبي [21] الذي شهد القادسية وإليه تنسب جبانة بشر بالكوفة، وقال لعمر بن الخطاب بعدها:

### في العصر الحديث
- الشاعر سعد بن جدلان الملقب بملك الوصف.

## أفرع قبيلة أكلب
تنقسم قبيلة أكلب إلى عدة قبائل وهذه القبائل تنقسم بدورها إلى قبائل وفخوذ أصغر وأسر، وهي كما يلي:
- الأعامشة، وتشتمل القبيلة على عدة أفخاذ: 1- آل عبد الله. 2- الصقور. 3- العزارين. 4- المساتير.
- البشنين: وينقسمون إلى 1- آل بخيتان. 2- آل خليفة. 3- آل ركبان. 4- آل عمر. 5- آل سفير.
- آل سمرة: وينقسمون إلى: 1- آل فهد. 2- آل ملفي.

آل عمرو:
- آل منيع: وتضم القبيلة الفروع التالية: 1- آل بو معين. 2- الزوابرة. 3- المخارطة. وكل قبيلة تضم عدة أفخاذ أيضا.
- آل بومعين وينقسمون إلى: أ- الحشايا. ب - الشمامخه. ج -العصافره. د - القضامين. هـ- الوطابين. الزوابره وينقسمون إلى: أ - آل رفيع . ب - السبايره. ج -آل شاهر. د -آلعوينان. د -المغاضبة. المخارطه وينقسمون إلى : ا- آل بريم. ب - آل حمد. ج -الدلامين. د - آل درع. هـ - العزارين. و– العواسف. ز – الغوارين. ح – الفقاعسه. ط-النعارين.
- بني سعد: ويعتبرون من أكبر قبائل أكلب وينقسمون إلى: 1- آل عبيد. 2- الجذمان .3- الذوبة. 4-الرغاوين. 5- السلسة. 6- العواجين. 7- العنقان. 8- المصالمة. 9- المنافير. 10- الوركان. 11- النهدة.
- بني هزر: وينقسمون إلى : 1- البقران. 2- الجراذية. 3- الشياحين.4- الصريان. 5- الصلمان. 6- الصهبة. 7- اللوامية. 8- النواجي.
- الجبارين، وأفخاذهم: 1- آل ثنيان. 2- آل عبد الله. 2- آل عبود.
- الجبرة، وينقسمون إلى : 1- آل بشر. 2- آل بوخريص. 3- آل جعثن. 4- الفرود. 5- آل مسامح. 6- آل هذال.
- الجنبة، وينقسمون إلى: 1- آل أبو جنيبين. 2- الزهارين. 3- السعدات. 4- العثامين. 5- الغراسين. 6- المشاغين. 7- القمزة. 8- المقاطعة.
- الجياهين، وينقسمون إلى: 1- آل حماد. 2- آل خزام. 3- الناصر.
- الحصنة، وينقسمون إلى: 1- السراحين. 2- العصم.
- الحويان. وينقسمون إلى : 1 الصوانعة . 2 آل علي . 3 آل فايز
- العطاوين، وينقسمون إلى: 1- آل التوم. 2- آل عطيان،.3- الشبله.
- المزايدة. وأفخاذهم: 1- آل غنيم. 2-الجماعين. 3- الخشاشرة. 4- العصادين. 5-القنانصة. 6- المدافعة .
- النشاوا، وتضم: 1- آل بقية. 2- آل عقال. 3- آل مشري.

### أكلب في نواحي الجزيرة العربية
وهي عبارة عن قبائل وأسر خرجت من قبائل أكلب ولم يدخلوا ضمن أي من القبائل بل بقوا محافظين على القابهم الخاصة بهم دون ذكر القبيلة أو الدخول ضمن قبائل أخرى، ولا تزال تعترف بذلك وتفخر بأصولها حيث غالبيتها خرجت في القرن الحادي عشر الهجري فما بعد إلى نواحي جزيرة العرب:
قبيلة الجنبة: في قبائل البقوم في تربة ومنازلهم العلبة وتربة وما جاورها.
آل عفالق: ومساكنهم الأحساء رحلوا إليها من سراة عبيده الا ضواحي بيشة، ومن الإحساء توجه قسم كبير منهم إلى القصيم ونجد فتفرقوا في البلدان وذلك في حدود سنة 1134هـ، وسكن قسم كبير منهم البويطن في عنيزة وبعد مده حصل نزاع وفتن فارتحلوا من عنيزة واختطوا الخبراء عام 1140هـ وتسمى ( خبرا العفالق)، وتفرع عنهم اسر كثيرة في القصيم. ولازال قسم كبير منهم في الإحساء حتى الآن. ومنهم في القصيم الدهيمان وآل سكيت وال معيوف والسحابين والصغير والسدلان وغيرهم من الأسر التي تفرعت من هذه المذكورة.
- الدهيمان: وسكنو الخبراء القديمه . وحاليا عنيزه ورياض الخبراء والرياض والمنطقة الشرقيه والجوف سكاكا والأصل عنيزه . ومنهم ( السلطان والعضيب والعماش والشعيل والمغشي ) . وهم المؤسسين الاولين للخبراء القديمه ومنهم أميرها حسن السلطان الدهيمان . وأنتقل إلى إمارة رياض الخبراء .
- آل سكيت: في عنيزة وهم يعودون إلى العفالق، وقد يكونون عادوا من الخبراء إلى عنيزة بعد رحيلهم الأول، ولهم فروع في حائل والبكيرية.
- آل معيوف: من أسر مدينة عنيزة المعروفة متفرعين من العفالق.
- السحابين: مفردهم سحيباني، من اسر القصيم الكبيرة والمتفرعة من العفالق، ويسكنون السحابين ( موقع بهذا الاسم) والخبراء، والبدائع الوسطى، وكثير منهم استوطن الرياض حديثا.
- الصغير: من سكان الخبراء متفرعين من العفالق
- الفاضل: ويسكنون الخبراء في القصيم متفرعين من العفالق.
- السلطان: من أهالي الخبراء الأوائل الذين ارتحلوا إليها من البويطن في عنيزة، وقد يطلق عليهم( الصلطان)، وفيهم امارة رياض الخبراء.
- آل مانع: في البويطن من أحياء عنيزة في القصيم.
- المحيسن: من أسر الخبراء في القصيم من أوائل الذين قدموا إلى الخبراء من البويطن في عنيزة.
- آل نغيمش: في القصيم من أكلب، ويوجد آل نغيمش من الوهبة من آل تميم في القصيم أيضا.
- العُويّد: من أهل الخبراء، وهم أبناء عمومة مع الصغير والدهيمان والنويصر.
- السلطان: من أهالي الخبراء الأوائل الذين ارتحلوا إليها من البويطن في عنيزة، وقد يطلق عليهم( الصلطان)، وفيهم امارة رياض الخبراء.
- النويصر: أهل الخبراء وهم من قدماء الأسر الأكلبية في هذه المدينة وكذلك في بريده، ومنهم الشيخ محمد النويصر رئيس الديوان الملكي لسعودي السابق.
- الهذلول: من أهل البدائع، قدموا إليها من الخبراء وهم فرع من الصغير.
- الجديعي: وهم منتشرون في الخبراء، ورياض الخبراء، والبدائع من العفالق الذين قدموا إلى عنيزة في حدود 1134هـ.
- الحماد: من أهل الخبراء الأساسيين والقداما الذين نزلوا وبنوها، ومنهم الفريق أول محمد بن صالح الحماد رئيس هيئة الأركان العامة للقوات المسلحة السعودية السابق.
- الحسن: في الخبراء، من أوائل الأسر التي نزلتها عندما قامت هذه المدينة على يد العفالق.
- الخُضَير: في الخبراء متفرعين من آل صُغير.
- الخميس: ومواطنهم الخبراء في القصيم.
- الحبيب: من أهل الخبراء القداما متفرعين من العفالق.
- العضيب: ويسكنون الخبراء ورياض الخبراء، ومنهم السلطان والدهيمان.
- السدلان: ومواطنهم القصيعة في القصيم، ومن ساكني الخبراء قديما، منهم العلامة صالح بن غانم السدلان.
- الروسة: ومفردهم رويس، ومواطنهم الخرج، وقد ارتحلوا من قرية الجنينة في بيشة إلى الخرج، وذُكروا في أحداث 1201 هجرية في حوادث الخرج.
- آل درع: وهم من بني هزر، ويسكن غالبيتهم الخرج وبعضهم الكويت.
- الذوبة: في النعيرية وما جاورها، من بني سعد، ولازالت صلاتهم ببني عمومتهم في بيشة قائمة وصلات الرحم حتى الآن.
- آل ضويحي: في رماح وما جوارها، من بني سعد، ونزوحهم إلى هناك قريب جدا ولازالت صلاتهم في بيشة بأهلهم وأخوتهم قائمة.

## مواطن قبيلة أكلب
تسكن أكلب منطقة بيشة في جنوب الجزيرة العربية منذ القدم، وبيشة مفتاح اليمن قديما من الشمال واعتبرت مفتاح جنوب البلاد السعودية في القرن الرابع الهجري، وهي امتداد طبيعي لنجد.
وقد تتغير أماكن القبيلة في حدود المنطقة ألا أنها ظلت في غالب منطقة بيشة وما جاورها، على وادي بيشة، وادي تبالة، ووادي رنية، وتشاركها كثير من القبائل على هذه الأودية لطول أغلبها، ويمكن أن تحدد مساكن القبيلة بالتالي:
على جنبات وادي تباله امتدادا من جبال الضيقة الفاصلة بين شمران وأكلب إلى التقاء وادي تبالة بوادي بيشة.
وكذلك جنبات وادي بيشة باتجاه الشمال ابتداء من الصبيحي باتجاه الوادي على ضفتيه الغربية والشرقية - مع مشاركة قبائل من شهران في بعض الأماكن مثل قرية الرقيطاء- حتى اختفاء الوادي في المهمل حيث تحدهم قبائل سبيع من الشمال والشمال الغربي.
وتمتد مساكنهم في بادية ظهر شمالا من وادي تبالة حتى ظفتي وادي رنية من حدود غامد في الغرب الجبلي حتى حدود قبيلة سبيع على وادي رنية التي تبدأ أول قرى العفيرية التي تتبع سبيع.

### أودية أكلب
تمتد مواطن قبيلة أكلب في منطقة بيشة ، وتجري فيها كثير من الأودية منها:
1- وادي بيشة .
2- وادي تبالة .
3- وادي رنية .
4- وادي شرس.
5- وادي شواص.
6- وادي الخلبج.
7- وادي شخصان الأعلى .
8- وادي شخصان الأسفل.
9- وادي خلافه.
10- وادي الذهاب.
11- وادي ذيخشا.
12- وادي تواثل.
13- وادي الحرمل
14- وادي قبه.